# Elecciones constituyentes de Perú de 1978
Las elecciones constituyentes de Perú de 1978 fueron un proceso electoral que se realizó para elegir a los diputados que se encargarían de elaborar una nueva Carta Magna para el Perú.

## Antecedentes
Como primer paso de la transición y regreso a la democracia, mediante Decreto Ley n.º 21949 del 4 de octubre de 1977, el Gobierno Revolucionario de la Fuerza Armada del general Francisco Morales Bermúdez convocó a elecciones para conformar una Asamblea Constituyente cuya misión sería dar al país una nueva Carta Magna, en reemplazo de la Constitución de 1933, aunque dejando claramente expresado que su contenido debía institucionalizar las transformaciones revolucionarias del gobierno militar. Los ciudadanos peruanos elegirían a los cien representantes o diputados que formarían dicha Asamblea.

«Artículo 2°.- La Asamblea Constituyente tendrá como exclusiva finalidad la dación de la nueva Constitución Política del Estado, la que contendrá esencialmente, entre otras, las disposiciones que institucionalicen las transformaciones estructurales que viene llevando a cabo el Gobierno Revolucionario de la Fuerzas Armadas.»

## Desarrollo
Las elecciones se fijaron para el 18 de junio de 1978 y los partidos y movimientos políticos recolectaron firmas para inscribirse en el Jurado Nacional de Elecciones (JNE). El expresidente Fernando Belaúnde Terry no quiso que su partido, Acción Popular, participara en la contienda electoral al no estar de acuerdo con que el gobierno pretendiese «parametrar» a la Asamblea, condicionando su funcionamiento con la institucionalización de las reformas revolucionarias.
Más de cuatro millones de peruanos concurrieron a las urnas en comicios que se desarrollaron sin mayores contratiempos. Participaron en las elecciones el Partido Aprista Peruano (PAP), el Partido Popular Cristiano (PPC), Partido Demócrata Cristiano (PDC), y varios grupos de izquierda, entre ellos el Frente Obrero Campesino Estudiantil Popular (FOCEP), el Partido Socialista Revolucionario (PSR), el Partido Comunista Peruano (PCP), el Frente Nacional de Trabajadores y Campesinos (FRENATRACA) y la Unidad Democrática Popular (UDP). Adicionalmente también postularon las agrupaciones Acción Revolucionaria Socialista (ARS) y el Partido Democrático Reformista (PDR).

## Resultados
Terminado el conteo de los votos, el Apra sumó 1.240.674 votos, mientras que el PPC obtuvo 835.285. Sorprendió, asimismo, la alta aceptación de los grupos de izquierda entre la población, como el FOCEP, que logró 433,413, el PSR con 232.520, el PCP con 207,612, y el Frenatraca obtuvo 135.552.
Finalmente, el presidente del JNE, Ulises Montoya Manfredi, proclamó a los ganadores. El Apra obtuvo 37 escaños, correspondiéndole a su líder Haya de la Torre, de 83 años, presidir el hemiciclo al lograr la mayor votación preferencial. El PPC obtuvo 25 escaños, el FOCEP 12, PSR y PCP 6 cada uno y los restantes estaban repartidos entre los grupos minoritarios. La ARS y el PDR no obtuvieron ningún escaño.
| Partido              | Partido                                       | Votos      | %    | Escaños |
| -------------------- | --------------------------------------------- | ---------- | ---- | ------- |
|                      | Partido Aprista Peruano                       | 1 241 174  | 35,9 | 37      |
|                      | Partido Popular Cristiano                     | 835 294    | 23,5 | 25      |
|                      | Frente Obrero Campesino Estudiantil y Popular | 433 413    | 12,3 | 12      |
|                      | Partido Socialista Revolucionario             | 323 520    | 6,6  | 6       |
|                      | Partido Comunista Peruano                     | 207 612    | 5,9  | 6       |
|                      | Unidad Democrática Popular                    | 160 741    | 4,5  | 4       |
|                      | Frente Nacional de Trabajadores y Campesinos  | 135 552    | 3,8  | 4       |
|                      | Partido Demócrata Cristiano                   | 83 075     | 2,3  | 2       |
|                      | Unión Nacional Odriísta                       | 74 137     | 2,1  | 2       |
|                      | Movimiento Democrático Pradista               | 68 619     | 1,9  | 2       |
|                      | Acción Revolucionaria Socialista              | 20 164     | 0,5  | 0       |
|                      | Partido Democrático Reformista                | 19 594     | 0,5  | 0       |
| Votos válidos        | Votos válidos                                 | 3 511 386  | 84   | –       |
| Votos nulos          | Votos nulos                                   | 527 724    | 13   | –       |
| Votos en blanco      | Votos en blanco                               | 133 852    | 3    | –       |
| Total                | Total                                         | 4 172 962  | 100  | 100     |
| Ausentismo           | Ausentismo                                    | 8 058 690  | 66   | –       |
| Participación        | Participación                                 | 4 172 962  | 34   | –       |
| Votantes registrados | Votantes registrados                          | 12 231 652 | 100  | –       |
| Fuente               |                                               |            |      |         |